# Лорет Ан Уайт
Лорет Ан Уайт (на английски: Loreth Anne White) е южноафриканско-канадска писателка на произведения в жанра романтичен трилър и любовен роман.

## Биография и творчество
Лорет Ан Уайт е родена в Южна Африка.
Работила е 16 години в Южна Африка и Канада като репортер, журналист и редактор като Лорет Бесветерик.
Първият ѝ роман „Melting the Ice“ е публикуван през 2003 г.
Номинирана е 3 пъти за наградата РИТА, удостоена е с наградата „Дафни дю Морие“.
Член е на Асоциацията на писателите на трилъри на Канада, Асоциацията на писателите на любовни романи на Америка и др. организации.
Лорет Ан Уайт живее със семейството си в Уислър, Канада.

## Произведения

### Самостоятелни романи
- Melting the Ice (2003)
- Safe Passage (2004)
- The Sheikh Who Loved Me (2005)
- Letters to Ellie (2013)
Писма до Ели, фен-превод
- A Dark Lure (2015)
- In the Waning Light (2015)
- In the Barren Ground (2016)
- In the Dark (2019)
- In the Deep (2020)
- Beneath Devil's Bridge (2021)
- The Patient's Secret (2022)
Тайната на пациента, изд. Плеяда (2023), прев. Стефан Георгиев
- The Maid's Diary (2023)
Дневникът на прислужницата, изд. Плеяда (2024), прев. Стефан Георгиев
- The Unquiet Bones (2024)
- The Swimmer 92024)

### Серия „Войници в сянка“ (Shadow Soldiers)
1. The Heart of a Mercenary (2006)
2. A Sultan's Ransom (2006)
3. Rules of Re-Engagement (2006)
4. Seducing the Mercenary (2007)
5. The Heart of a Renegade (2008)

### Серия „Дива страна“ (Wild Country)
1. Manhunter (2008)
2. Cold Case Affair (2009)

### Серия „Крале от Сахара“ (Sahara Kings)
1. The Sheik's Command (2010)
2. Sheik's Revenge (2012)
3. Surgeon Sheik's Rescue (2012)
4. Guarding the Princess (2012)

### Серия „Анджи Палорино“ (Angie Pallorino)
1. The Drowned Girls (2017)
2. The Lullaby Girl (2017)
3. The Girl in the Moss (2018)

### Серия „Тъмна примамка“ (Dark Lure)
1. The Dark Bones (2019)

### Участие в общи серии с други писатели

#### Серия „Пълноцелесъобразно наследство“ (Thoroughbred Legacy)
10. Breaking Free (2008)
от серията има още 11 романа от различни автори

#### Серия „Любов за 60 секунди“ (Love in 60 Seconds)
- Her 24-Hour Protector (2009)
- A Game of Deception (2018)

от серията има още 6 романа от различни автори

#### Серия „Колтън от Уайоминг“ (Coltons of Wyoming)
- The Missing Colton (2013)

от серията има още 5 романа от различни автори